# Rimorchiate SFV gruppo 010-020
Le rimorchiate gruppo 010-020 della SFV di Roma sono state un gruppo di 12 carrozze viaggiatori, originariamente a due assi, costruite nel 1915 per il servizio extraurbano sulla ferrovia Roma-Frosinone.

## Storia
In vista dell'attivazione del servizio ferroviario, attuata in tre tappe dal 1916 al 1918, la prima dotazione di materiale rotabile della linea viene fissata in dieci motrici per servizio extraurbano (401-410) e dieci per i servizi a carattere locale (201-210), entrambe a carrelli, dodici rimorchiate a due assi suddivise in due sottogruppi di sei per i servizi locali (011-016) ed extraurbani (021-026), quattro locomotori-bagagliaio a carrelli (1-4) e una dotazione di carri merci che giungerà nel 1920 a 215 rotabili operativi. Secondo il primo orario generale di servizio elaborato dalla società concessionaria il servizio ferroviario sull'intera linea prevedeva tre coppie di treni tra Roma e Frosinone esercitate con elettromotrice e due rimorchiate, due tra Roma e Genazzano (elettromotrice e rimorchiata> due tra Roma e Fiuggi (elettromotrice con una o due rimorchiate a seconda del periodo). Sulle diramazioni si effettuano cinque coppie sulla San Cesareo-Frascati, sette sul servizio locale di Fiuggi, sei tra Vico nel Lazio e Guarcino, due sulla tratta locale Madonna della Neve-Scalo di Frosinone, normalmente esercitate con una motrice 200 isolata, che può trainare una rimorchiata a Fiuggi nei periodi di maggiore richiesta. Il servizio locale di Roma, da Termini per Torpignattara e Centocelle (fermate: S. Bibiana, porta Maggiore, Barriera Prenestina, Istituto Farmacologico, Torpignattara, Scuole Comunali, Centocelle), si esercita con frequenze variabili tra i 40 e i 60 minuti con composizioni variabili.

## Meccanica
Le 12 vetture sono divise in due gruppi di sei rotabili, tutti con 30 posti di sola terza classe, cassa a cinque finestrini e ritirata. La differenza tra le 011-016 e le 021-026 è che le prime sono dotate di compartimento bagagli, non presente sulle seconde, e gli accessi chiusi da porte a battente in luogo di un cancelletto di tipo tranviario. Sono munite di impianto di illuminazione alimentato a 800V dal dinamotore della motrice o del locomotore e, come per tutto il materiale di prima dotazione della linea, non ha impianto di riscaldamento.

## Servizio

La rimorchiata 023 dotata di carrelli in luogo degli originari assi radiali

La rimorchiata 025 completamente ammodernata nel 1955

Il diverso allestimento delle rimorchiate è dovuto all'intenzione iniziale di destinare le 021-026 al servizio locale di Roma per Torpignattara e Centocelle. Dalle immagini fotografiche, oltre che dagli ordini di servizio aziendali, si evince invece che sono da subito utilizzate in banalità al traino sia delle 400 che dei locomotori. L'elevato valore del passo rigido delle vetture, dotate di assi radiali, si rivela tuttavia inadatto all'andamento piano-altimetrico tormentato della linea, al punto che la SFV, già nel 1919, è costretta ad acquistare quattro automotrici a vapore di costruzione Ganz provenienti dalla Ferrovia Porto San Giorgio-Amandola. Nel primo semestre del 1926 si avvia la trasformazione dei rotabili sostituendo gli assi radiali con carrelli che la SFV costruisce nelle proprie officine di Centocelle; da documenti aziendali (cessazione dell'obbligo di avere le rimorchiate 011-026 in coda ai treni) la trasformazione sarebbe stata completata nel 1934. Sempre nel 1926 si ha la trasformazione dell'impianto di illuminazione da 800V con due serie di otto lampade a 1600V con un'unica serie di 12 lampade e l'installazione del riscaldamento elettrico, effettivamente utilizzato a partire dal 1929; nello stesso anno le rimorchiate sono dotate di torrette e pertiche per i collegamenti elettrici. Fanno servizio fino al 1961, quando il servizio extraurbano è affidato ai treni bloccati del 1950 e agli elettrotreni. Nel 1963 le vetture 014 e 015 risultano ancora presenti nel parco per il servizio locale Fiuggi-Alatri, in composizione alle motrici 457 e 434.